# Mörk sädesknäppare
Mörk sädesknäppare (Agriotes obscurus) är en skalbaggsart som först beskrevs av Carl von Linné 1758.  Mörk sädesknäppare ingår i släktet Agriotes, och familjen knäppare. Arten är reproducerande i Sverige.

## Bildgalleri

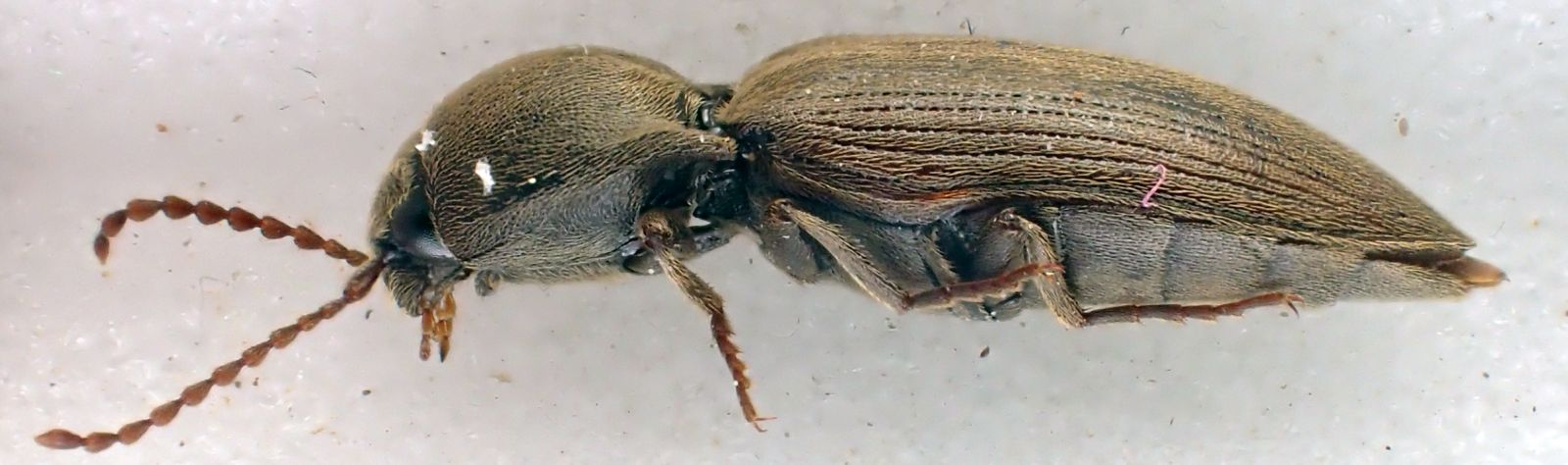
Hane
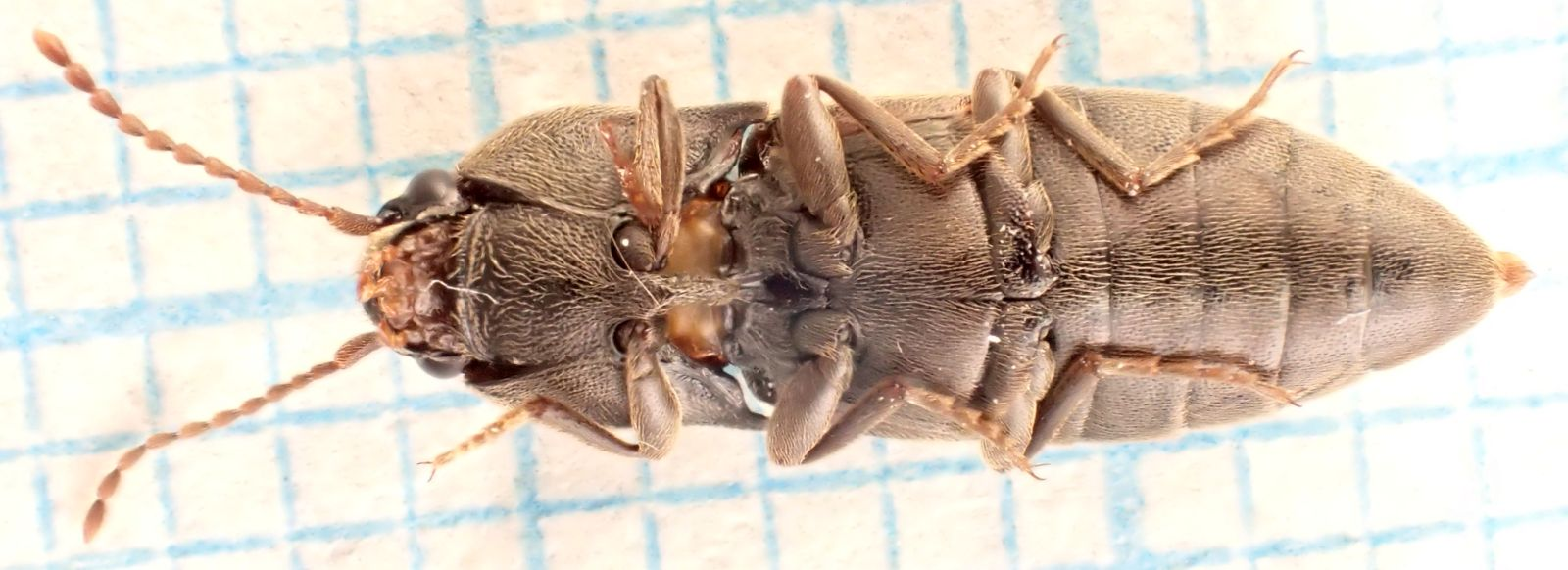
Hane
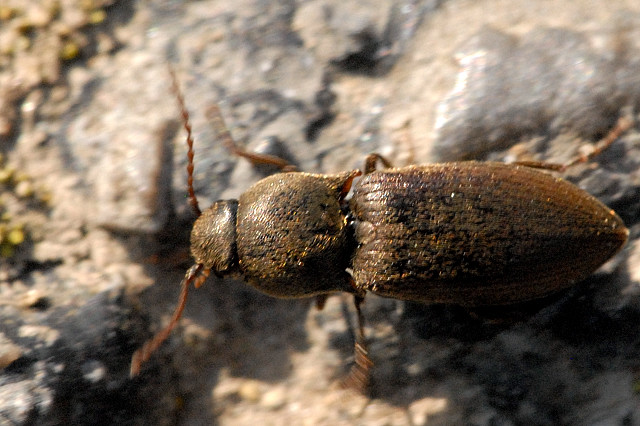